# Sericostoma bergeri
Sericostoma bergeri är en nattsländeart som beskrevs av Malicky 1973. Sericostoma bergeri ingår i släktet Sericostoma och familjen krumrörsnattsländor. Inga underarter finns listade i Catalogue of Life.